# Avibrás AV-VB4 RE Guará
 (juin 2022).
L' AV-VB4 RE 4×4 « GUARÁ » est un véhicule blindé de transport de troupes brésilien, développé par la compagnie brésilienne Avibrás Indústria Aeroespacial, qui est actuellement en cours de test à Haïti. Il peut transporter un équipage de dix personnes et pèse 7,65 tonnes.
Le Guará a été développé à partir du châssis allemand UNIMOG 4000, en raison de sa correspondance à certaines exigences importantes, telles que sa capacité d'atteindre de grandes vitesses sur route (97 km/h), son profil tout-terrain, la possibilité de le transporter par différentes aéronefs, son rayon d'action de 600 km, ses facilités d'entretien générant une faible dépendance logistique, sa faible pression au sol, sa grande mobilité tactique - et la possibilité d'être équipé de blindage supplémentaire - , ainsi qu'enfin son intérieur relativement spacieux pour un poids de seulement 7650 kg.
Plusieurs versions sont prévues, permettant notamment de l'utiliser comme poste de commandement, comme véhicule antichar (avec l'adjonction de missiles et d'un radar), comme véhicule de reconnaissance avancée, comme porteur de mortier, comme véhicule de ambulancier, etc. .

## Histoire
Le 16 avril 2002, l'IPD (Institute for Research and Development Army) a dévoilé le nouveau prototype brésilien de véhicule blindé léger de reconnaissance tout terrain 4x4, désignée AV-VB4 RE et baptisée Guará, du donné au loup à crinière natif de différentes régions du Brésil. Sa présentation officielle s'est faite lors du lieu du 22 au 25 avril 2003, à Rio de Janeiro, en exposition statique.
La conception de ce véhicule s'inscrit dans le cadre de la volonté de l'armée brésilienne de développer une nouvelle famille de véhicule blindés sur roues, qui devrait mener à une future sélection pour chaque catégorie de véhicules blindés (4×4 et 6×6 ou 8×8). L'objectif est également de montrer la capacité de coopération entre un centre de recherche gouvernemental et des industries privées.
Si le véhicule est d'une taille importante, il n'est ni le plus petit, ni le plus grand dans sa catégorie. Il est l'héritier d'autres modèles de véhicules blindés légers développés par Avibrás, dont certains exportés en Malaisie, et en pleine production.

## Description
Le prototype présenté est équipé de plaques de blindage en acier soudées, importées des États-Unis et conçues pour résister à des tirs d'une mitrailleuse rotative MAG de 7,62 mm, ainsi qu'à des munitions de calibre 12,7 mm (.50).
Le moteur monté est un turbo diesel Mercedes Benz OM 904 LA 4, d'une puissance de 177 ch. Il est doté d'un système électrique de 24 volts et de freins à disque sur les quatre roues avec système anti-blocage des roues, d'une direction assistée hydraulique et d'une transmission électronique.
Le véhicule est doté des équipements standards : système de climatisation, isolation thermique et acoustique, chauffage et désembuage ; système de renouvellement de l'air dans l'habitacle avec filtration ; pilote automatique ; toroïde pour la conduite avec pneus crevé. Il est équipé d'une trappe à pistolet, d'une lampe directionnelle, d'une trousse de premiers secours, d'un extincteur, ainsi que de fixations pour lance-fumigènes et treuil et de différents rangements pour armes. Le toit peut être ouvert pour accéder à un canon monté sur le toit.
Le véhicule peut enfin être équipé de différentes adjonctions optionnelles : un treuil d'une capacité de 7000 kg ; un lance-grenades fumigènes ; un système de contrôle et de surveillance de la pression des pneus ; des plaques de blindage supplémentaires, protection anti-mines supplémentaire, doublure interne anti-écaillage ; d'un canon blindé à tourelle pivotante, dirigé électriquement ou mécaniquement ; d'un système de détection et d'extinction automatiques des incendies ; de blindage supplémentaire pour le pare-brise, contrôlé depuis l'intérieur de la cabine ; d'un système de protection et de détection des armes chimiques, biologiques ou nucléaires ; de télémètres lasers, d'équipement de vision nocturne et phares de recherche, etc. Un mât télescopique porteur d'antennes d'une hauteur de 7,6 m peut également être équipé.

## Statut
Pour le moment, le véhicule est en test au Proving Ground Marambaia à Rio de Janeiro pour son évaluation par le Centre de technologie de l'armée. La prochaine étape avant son entrée en service sera son évaluation opérationnelle par le Centre d'examens de l'Armée.
Le Guará a été développé grâce à un partenariat entre l'IPD/SCT (Institut de Recherche et Développement/Département des Sciences et Technologies) et Avibras, un constructeur historique de la « période dorée » de la production de véhicules militaires brésilien entre les années 70 et début des années 90. Il est voué à la fois à combler un déficit de l'armée brésilienne en termes de véhicules blindés 4x4, et à être exporté vers différents pays commanditaires - un double usage classique des véhicules produits par Avibrás, qui fournit notamment la Malaisie.